# Baldomero Vega de Seoane
Baldomero Jacinto Vega de Seoane y Andrea-Pérez (San Sebastián, 1850 - El Escorial, 1910) fue un militar y político español, padre de Eduardo, Antonio y Severiano Vega de Seoane y Echevarría. Fue capitán de fragata y militante del Partido Liberal en la provincia de Alicante, partidario del sector de José Canalejas. En las elecciones generales de 1901, 1903, 1905, 1907 y 1910 fue elegido diputado por el distrito electoral de Pego, y demandó la construcción de un puerto en Jávea. A su muerte le sucedió en el escaño su hijo Eduardo. 
Es ancestro de Esperanza Aguirre Gil de Biedma. 